# Verbascum friedrichsthalianum
Verbascum friedrichsthalianum är en flenörtsväxtart som beskrevs av O. Kuntze. Verbascum friedrichsthalianum ingår i släktet kungsljus, och familjen flenörtsväxter. Inga underarter finns listade i Catalogue of Life.